# Martin Bloch
Pour les articles homonymes, voir Bloch.
Martin Bloch (né le 16 novembre 1883 à Neisse, en province de Silésie et mort le 19 juin 1954 à Londres) est un peintre anglo-allemand, réfugié en Grande Bretagne en 1934, suite aux persécutions nazies en Allemagne. Sa peinture y est considérée comme de l’art dégénéré.